# Raška
Raška (serbi: Рашка/Raška; grafies alternatives: Raschka, Rascia i Rassa; catalanitzat: Raixka), va ser l'estat medieval serbi central i més reeixit (el nom serbi župa, àrea governada per župan), que va unificar totes les tribus sèrbies en l'estat medieval serbi més important dels Balcans.

## Història
Constantí VII Porphyrogenitos en la seva obra Sobre l'administració de l'imperi diu que Raška va ser poblada pels serbis a principi del segle v. En la mateixa obra, tampoc no diu que els serbis vivien a Zachumlia (serbi:Zahumlje), Travúnia (serbi: Trebinje), Doklea (serbi:Duklja), Bòsnia (serbi:Bosna), i Pagània (serbi:Paganija).
A Raška hi governava la Casa Vlastimirović, fundada per knez Vlastimier de qui es deia que era el tataranet del Knez Desconegut, el líder de les tribus sèrbies que va portar els serbis als Balcans de la Sèrbia Blanca, la seva primitiva pàtria.
A partir del segle vii, la història de Raška està molt estretament lligada a la història de la Casa Vlastimirović sèrbia.

## Teories sobre el nom
L'estat Raška va tenir nom de riu Raška (serbi:Reka Raška) al sud-oest de la Sèrbia moderna.
Es creu que la tribu sàrmata del Caucas, els Serbis, van donar nom als sèrbis eslaus, deixant les seves emprentes a la riba del riu Volga (Araxes en grec), que també va tenir el nom "Rashki". Aquest nom apareix a tots els llocs on apareix el nom dels sèrbis.